# Puerto Williams

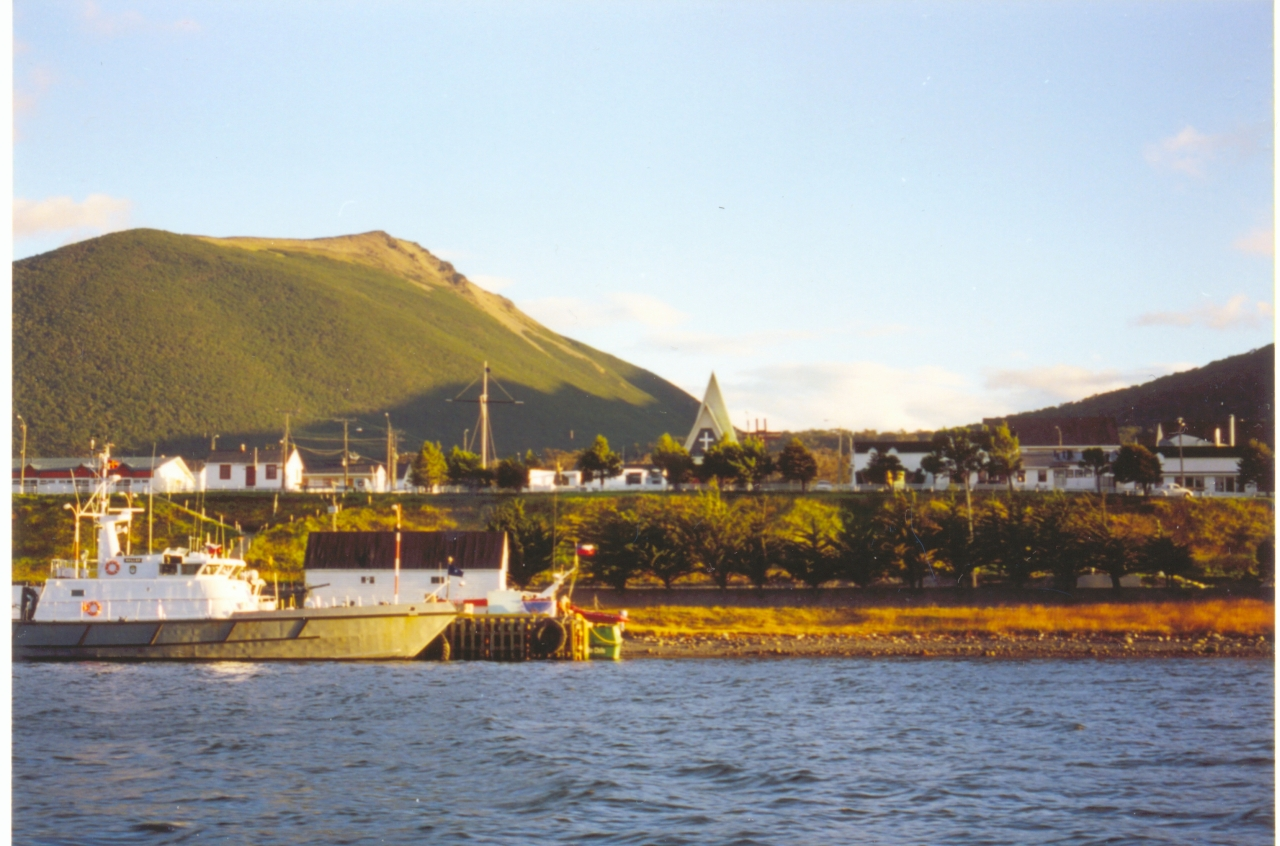
Puerto Williams

Puerto Williams är en ort i Chile samt huvudstad i provinsen Antártica Chilena. Med sina 2 262 invånare år 2002 gör Puerto Williams anpråk på att vara världens sydligaste stad, vilket även den argentinska staden Ushuaia, på andra sidan Beaglekanalen, gör. Ushuaia ligger längre norrut, men är betydligt större med sina 82 615 invånare (2022). 